# Blaesoxipha sagittarius
Blaesoxipha sagittarius är en tvåvingeart som beskrevs av Thomas Pape 1994. Blaesoxipha sagittarius ingår i släktet Blaesoxipha och familjen köttflugor.
Artens utbredningsområde är Arizona. Inga underarter finns listade i Catalogue of Life.